# Leiria (district)
District Leiria is een district in Portugal. Met een oppervlakte van 3506 km² het 16e grootste district. Leiria grenst in het noorden aan Coimbra, in het noordoosten aan Castelo Branco, in het oosten aan Santarém, in het zuiden aan Lissabon en in het westen aan de Atlantische Oceaan. Het inwonersaantal is 458.679 (2021). Hoofdstad is de gelijknamige stad Leiria.
Het district is onderverdeeld in 16 gemeenten:
- Alcobaça
- Alvaiázere
- Ansião
- Batalha
- Bombarral
- Caldas da Rainha
- Castanheira de Pêra
- Figueiró dos Vinhos
- Leiria
- Marinha Grande
- Nazaré
- Óbidos
- Pedrógão Grande
- Peniche
- Pombal
- Porto de Mós

## Demografische ontwikkeling
Aveiro · Beja · Braga · Bragança · Castelo Branco · Coimbra · Évora · Faro · Guarda · Leiria · Lissabon · Portalegre · Porto · Santarém · Setúbal · Viana do Castelo · Vila Real · Viseu

Autonome regio's van Portugal: Azoren · Madeira